# NSB Type 10
Die norwegische Dampflokomotivbaureihe Type 10 wurde am 20. Oktober 1875 als Serie von vier Lokomotiven bei Nydqvist och Holm in Trollhättan, Schweden, bestellt. Die mit den Fabriknummern 73 bis 76 erbauten Lokomotiven wurden 1876 geliefert. Sie wurden mit Namen versehen: 49 "Loke", 50 "Njørd", 51 "Ymer" und 52 "Forsete". Ihr Einsatz erfolgte erst mit der Eröffnung der Bahnstrecke Oslo–Kornsjö (Smaalensbanen – SB) am 2. Januar 1879.

## NSB Type 10a
Die Lokomotiven erhielten etwa 1884 eine vordere Laufachse und damit die Achsfolge 1’C-2. Mit dem Umbau war die Einordnung als Baureihe 10a verbunden.
Lok 10a 50 wurde am 21. April 1914 aus erste Lok der Baureihe außer Dienst gestellt, letzte Lok war Lok 10a 52 am 10. Februar 1923. Keine der Lokomotiven blieb erhalten.